# Phân loại nhạc cụ

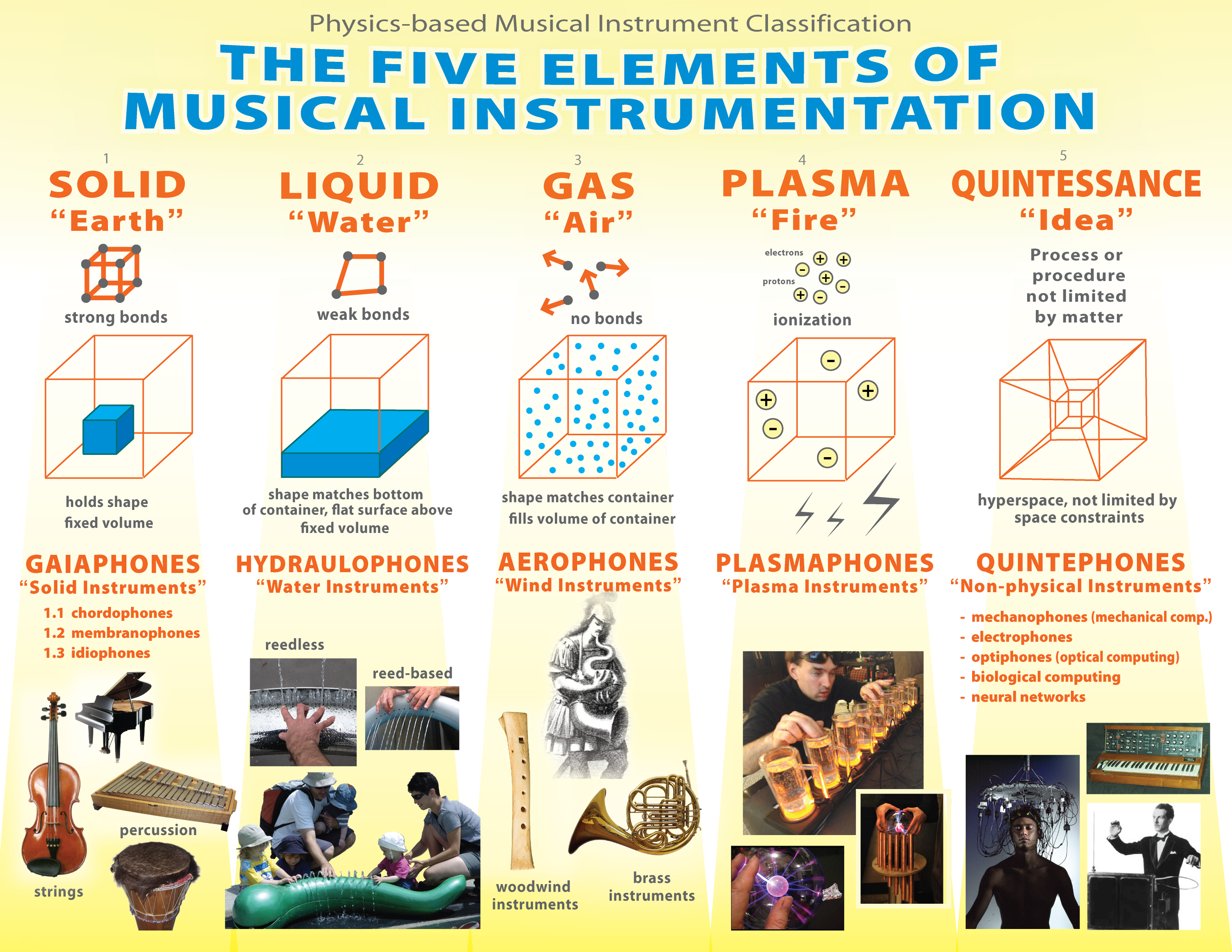
Một hệ thống phân loại nhạc cụ dựa trên cơ sở vật lý.

Trong lịch sử nghiên cứu về các loại nhạc cụ, đã có nhiều ý kiến khác nhau và nhiều khi mâu thuẫn nhau về phân loại các nhạc cụ. Ví dụ: một vật như thế nào thì được gọi là nhạc cụ? Loại trống nào thì gọi là nhạc cụ, còn loại trống nào không phải? Ngay cả khi một loại trống đã được xem là nhạc cụ, thì ở vùng này gọi là nhạc cụ gõ, còn nơi khác lại xem nó là nhạc cụ màng.
Do đó, đã có nhiều hệ thống phân loại nhạc cụ rất khác nhau. Mỗi hệ thống phân loại thường dành riêng cho một nền văn hóa cụ thể, cho mỗi quốc gia, cho mỗi dân tộc và còn thay đổi tùy theo sự phát triển của âm nhạc trong nền văn hóa đó. Chẳng hạn ở Việt Nam, đã có sự phân loại dựa vào nguồn gốc phát sinh ra nhạc cụ là: nhạc cụ dân tộc (cổ truyền) và nhạc cụ phương Tây (ngoại lai), song song với đó là nhạc năm cung và nhạc bảy cung. Nhưng có quá trình mà một nhà nghiên cứu đã gọi là "giao thoa âm nhạc" đã làm thay đổi văn hóa và nghệ thuật, thậm chí dẫn đến "hòa tan" ít nhiều.
Thêm vào đó, con người đã phát minh ra các nhạc cụ mới chưa từng có trước đây. Bởi thế, không thể có một hệ thống phân loại cố định và bao quát để áp dụng chung trên toàn Thế giới trong lịch sử. Tuy nhiên, cũng đã có các hệ thống phân loại khá ổn định tùy theo một số tiêu chí xác định.

## Các tiêu chí

### Tổng quan
Tiêu chí phân loại nhạc cụ là khác nhau tùy theo quan điểm, địa phương, cách thức phát ra âm thanh âm hoặc độ cao thanh âm phát ra, v.v. Ví dụ:
- Nhạc cụ cổ truyền và nhạc cụ hiện đại là phân loại về thời gian phát sinh nhạc cụ trong lịch sử một vùng lãnh thổ.
- Từ thế kỉ XVI, Michael Praetorius ([8]:119–21,147) đã phân thành "nhạc cụ châu Âu" và "nhạc cụ phương Tây" là dựa vào địa phương theo địa điểm ông sinh sống. Còn nếu theo địa phương thuộc châu Á (như Việt Nam), thì lại là nhạc cụ châu Á và nhạc cụ phương Tây (gồm cả Âu và Mỹ).

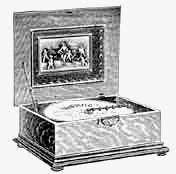
Hộp âm nhạc là nhạc cụ tự động.

- Nhạc cụ cần phải có người chơi thì mới phát ra âm thanh. Tuy nhiên có nhạc cụ tự động phát ra bản nhạc không cần có người chơi, như đàn nước Tây Nguyên đang được Kon Tum phục hồi và phát triển,[9] loại này là một thệ thống ống dẫn nước, đặt cạnh khe nước, dòng suối; khi nước chảy vào sẽ tự phát ra âm thanh. Hộp âm nhạc cũng được coi là nhạc cụ tự động: mở hộp là bản nhạc phát ra; ở Việt Nam, loại này khá phổ biến vào những năm 1970 trở về trước.
- Nhạc cụ phát ra thanh âm nhờ đưa luồng không khí "thổi" vào thì gọi là "nhạc cụ hơi", như flute, clarinet, phong cầm, đại phong cầm. Nhưng ở Việt Nam, "các cụ" ta từ xưa đã gọi nhạc cụ nào kiểu phải "thổi" như vậy là sáo (nhỏ, thẳng) hoặc kèn (to, loe), chứ không gọi là đàn; nên flute gọi là sáo Tây, clarinet là kèn, còn phong cầm và đại phong cầm là đàn. Cách gọi này phản ánh kiểu phân loại kép (dùng nhiều tiêu chí).

### Tiêu chí thường dùng

#### Phân loại theo cách phát âm thanh
Người chơi nhạc cụ có thể làm nhạc cụ phát ra âm thanh bằng nhiều cách khác nhau, dựa và đó chia thành:
- Nhạc cụ dây phát âm thanh bằng gảy hay kéo (cây vĩ) lên dây đàn, như guitar, vĩ cầm.
- Nhạc cụ gõ phát âm thanh bằng cách gõ hay đập vào nó, như trống lẫy, chũm chọe.
- Nhạc cụ hơi phát âm thanh nhờ luồng khí chuyển động, như kèn đồng, phong cầm.
- Nhạc cụ bàn phím phát âm thanh nhờ gõ vào phím trên bàn phím, như dương cầm.

#### Phân loại theo bộ phận phát âm thanh
Hệ thống phân loại này do người Hindu tạo ra khoảng 2000 năm trước đây.
- Do dây của nó rung động, thì gọi là nhạc cụ dây, như: vĩ cầm, guitar, dương cầm
- Do toàn bộ nhạc cụ rung động, thì gọi là nhạc cụ gõ, như: chũm chọe, chiêng, kẻng
- Do mặt có bịt màng của nó rung động, thì gọi là nhạc cụ màng, như: trống có mặt bịt da
- Rung động nhờ hơi, thì gọi là nhạc cụ hơi, như: kèn, sáo, phong cầm.

#### Phân loại theo cao độ âm thanh phát ra
Nhạc cụ phát ra thanh âm cao gọi là nhạc cụ soprano, như: flute, clarinet, vĩ cầm; giọng thấp hơn gọi là nhạc cụ baritone, như: đại hồ cầm, pha-gôt. Theo cách này, chỉ riêng một họ clarinet có thể gặp:
1. B-Flat Clarinet.
2. A Clarinet....
3. E-Flat Clarinet....
4. Alto Clarinet....
5. Bass Clarinet....
6. Contrabass và Contra-Alto Clarinets.

Còn riêng kèn trôngpet có tới hơn 10 loại. Ở Việt Nam, cây sáo trúc - do cải tiến của nghệ sĩ Đinh Thìn - đã có 3 loại: C, D và G (sáo giọng đô, giọng rê và giọng son).

#### Phân loại theo cường độ âm thanh
- Theo tiêu chí này, nhạc cụ phân loại theo thanh âm phát ra có thể là piano (nghĩa là nhỏ, bé) hoặc forte (nghĩa là to, mạnh); gồm ba loại chính là nhạc cụ tạo âm thanh nhỏ (ppp đến pp), nhạc cụ tạo âm thanh vừa (p đến m, tức mezzo) và nhạc cụ tạo ra âm thanh lớn (f đến fff).[13]
- Chính là theo tiêu chí này, mà dương cầm có tên gốc là đàn pianoforte (tức là đàn có thể phát thanh âm nhỏ đến lớn), gọi tắt là piano.[14]

#### Phân loại theo thể loại nghệ thuật được dùng
- Đàn guitar chuyên dùng trong flamenco, thì gọi là guitar flamenco. Đàn guitar cổ điển chuyên dùng cho độc tấu nhạc cổ điển, một số tác phẩm nhạc nhẹ. Đàn guitar jazz chuyên dùng cho thể loại nhạc này.
- Họ kèn trôngpet có kèn Bb (Si bémol) dùng trong dàn nhạc giao hưởng và nhiều thể loại âm nhạc khác; nhưng nếu dùng trong Jazz, thì lại cần kèn Flugelhorn.[15]

#### Phân loại theo kích thước
- Như dương cầm có 5 loại (không kể dương cầm điện và dương cầm điện tử), tùy theo kích cỡ to dần gọi là: spinet piano, console piano, studio piano, upright piano và grand piano.[16]
- Đàn organ dùng trong các Nhà thờ thường có kích thước rất lớn, cần cả một căn phòng để chứa, gọi là pipe organ. Còn loại nhỏ có thể đặt trong phòng cá nhân gọi là pump organ.

#### Phân loại bằng thuật toán
Việc áp dụng các thành tựu của công nghệ tin học, điện tử học, vật lý học kết hợp với toán học đã hình thành kiểu phân loại nhạc cụ căn cứ vào tần số, cường độ,... của âm thanh mà nhạc cụ phát ra, từ đó hình  thành tiêu chí phân loại này, được giới thiệu là "Musical instrument classification using non-negative matrix factorization algorithms". Thành tựu theo hướng này tạo ra các "mẫu" như phổ cơ bản MPEG7, kỹ thuật phân tích ma trận không âm tính NMF, v.v mang lại độ chính xác để "nhận diện" nhạc cụ lên tới trên 95%. Tuy nhiên, hệ thống phân loại này không phải ai cũng có thể hiểu được và chỉ dùng trong một số trường hợp có tính chất nghiên cứu chuyên sâu, đòi hỏi dùng AI.

#### Phân loại theo vật liệu tạo nên nhạc cụ

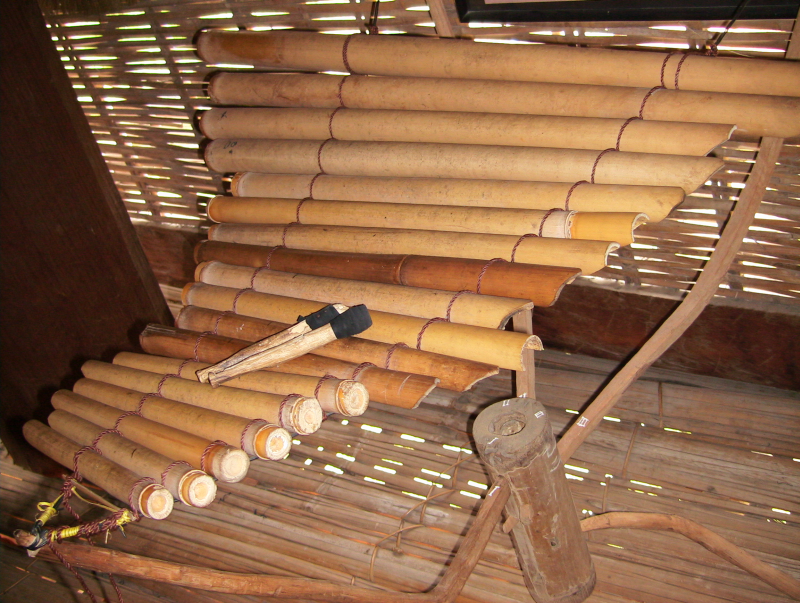
Đàn t'rưng của đồng bào Ba Na

- Kèn làm bằng đồng gọi là kèn đồng. Kèn làm bằng gỗ gọi là kèn gỗ.
- Đàn làm bằng các thanh tre / nứa / lồ-ô gọi là đàn tre như t'rưng. Nếu các thanh phát ra âm thanh làm bằng gỗ, thì gọi là đàn gỗ; còn làm bằng đá lại gọi là đàn đá.
- Đàn guitar có thân gỗ đặc hoặc rỗng, chơi bằng tay không hoặc bằng móng gảy, thì gọi là guitar gỗ. Tuy nhiên, loại guitar thân gỗ, nhưng  dùng thỏi kim loại để lướt trên phím đàn lõm, thì lại gọi là guitar sắt (steel guitar) hay đàn kīkākila (người Việt đã thường gọi là "guitar Hawai").

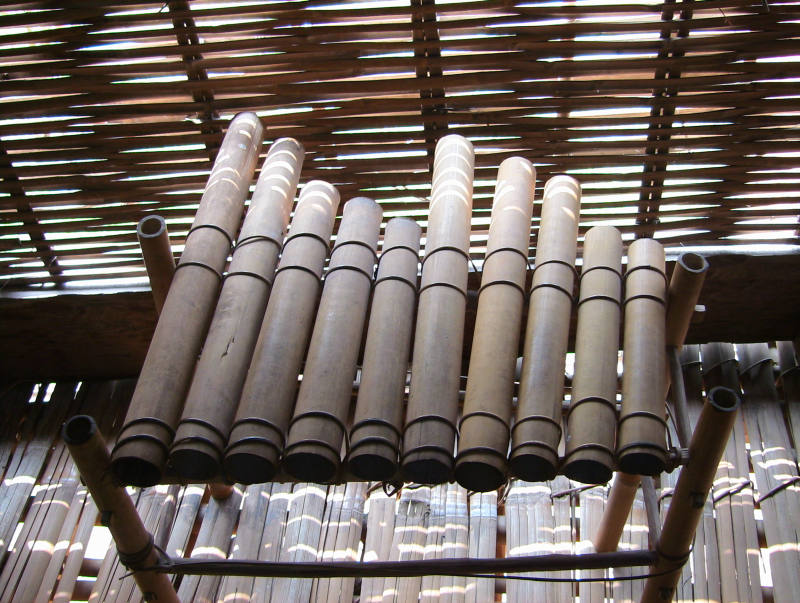
Đàn Klong-put

Như vậy, nếu dựa vào các tiêu chí khác nhau thì một loại nhạc cụ có thể thuộc nhiều loại khác nhau. Chẳng hạn, đàn t'rưng có thể gọi là nhạc cụ bằng tre, cũng có thể gọi là nhạc cụ dân tộc, hoặc nhạc cụ gõ, hay nhạc cụ giọng soprano. K'lôngput  làm từ ống tre, nhưng không dùng que / dùi gõ, mà lại dùng hai tay khum lại, vỗ để tạo ra luồng khí thổi vào ống, phát ra âm thanh. Vậy - theo cách diễn tả người Việt thường dùng - nó không phải là đàn, thi nó là kèn hay sáo? Do đó, cần phải có hệ thống phân loại chung, lấy một hoặc vài tiêu chí làm "chuẩn" chính. Trong nhiều cố gắng đưa ra cách phân loại nhạc cụ trên Thế giới, đáng chú ý nhất là hệ thống phân loại của Hornbostel–Sachs, phân loại của dàn nhạc giao hưởng và hệ phân loại gần đây hơn cả là hệ "năm nguyên tố".

## Tóm tắt hệ Hornbostel–Sachs
Hệ phân loại Hornbostel–Sachs (đọc theo tiếng Mỹ: /hɔrnbəstəl - sæks/, tạm phiên: "Honbơstơn - Xac") hình thành trong khoảng những năm 1914 đến năm 1961, được công nhận rộng rãi và hiện đã cập nhật được hơn 64.000 loại nhạc cụ khác nhau. Hệ này chia các loại nhạc cụ thành 5 nhóm lớn, mỗi  nhóm gọi là ngành. Mỗi ngành có thể gồm nhiều bộ, mỗi bộ có thể có nhiều họ (familia / family), mỗi họ có thể có nhiều loại nhạc cụ tương tự nhau. Ngoài ra, còn được bổ sung thêm nhóm 6 (không thuộc các nhóm trên) gọi là mở rộng.
| Ngành          | Tạm dịch     | Ví dụ ở nhạc cụ phương Tây  | Ví dụ ở nhạc cụ Việt Nam |
| -------------- | ------------ | --------------------------- | ------------------------ |
| Aerophones     | Nhạc cụ hơi  | Kèn đồng, clarinet          | Sáo trúc                 |
| Chordophones   | Nhạc cụ dây  | Vĩ cầm                      | Đàn nhị                  |
| Idiophones     | Nhạc cụ gõ   | Cymbal                      | Đàn t'rưng               |
| Membranophones | Nhạc cụ màng | Trống lẫy                   | Trống cơm                |
| Electrophones  | Nhạc cụ điện | Thêrêmin, guitar điện       |                          |
| Extension      | Nhạc cụ khác | Đàn hồ quang, hydraulophone | Đàn nước                 |

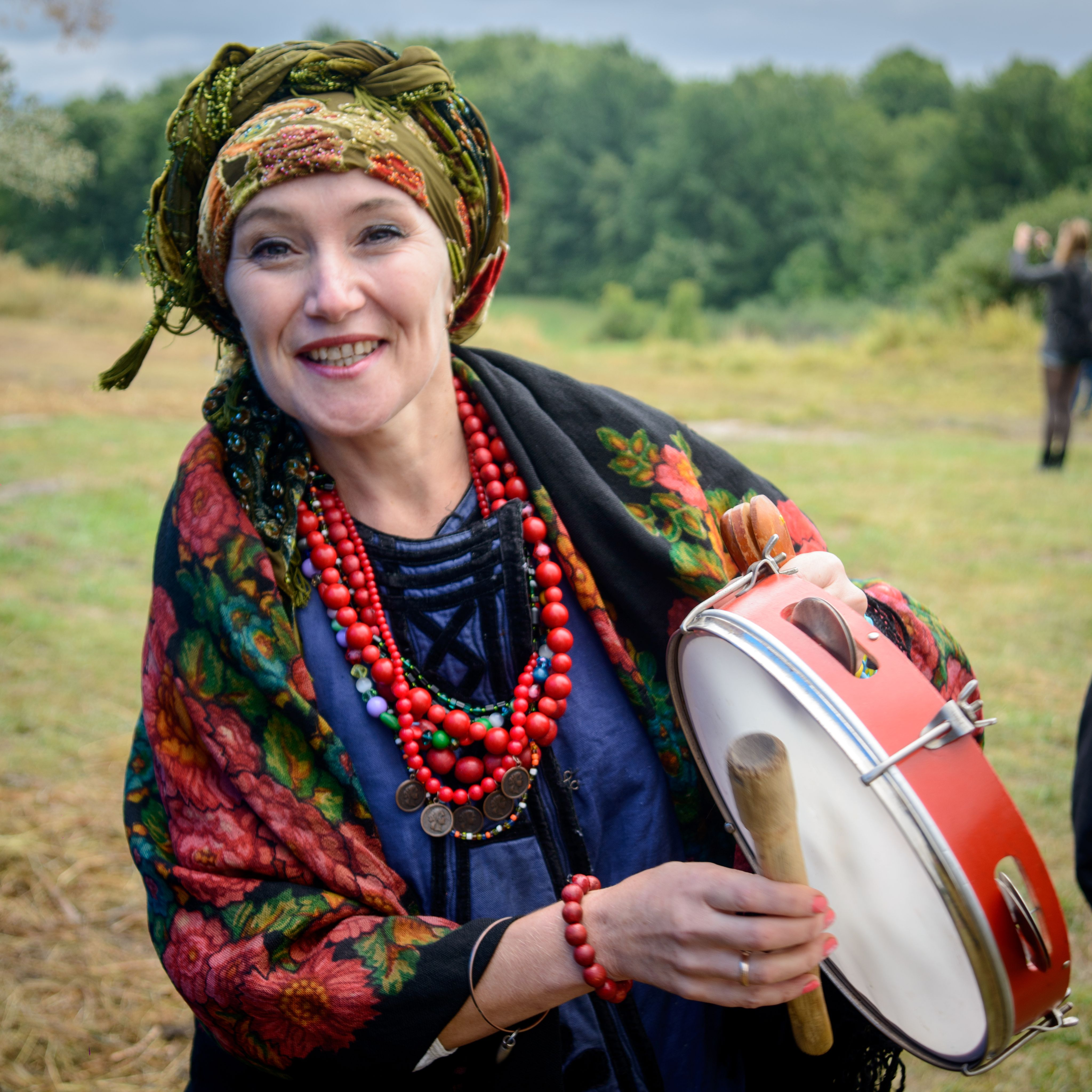
Một phụ nữ Ucraina dùng tămburin.

Hệ này không phải hệ phân loại hoàn thiện, vì - chẳng hạn như - trống lục lạc (hay tămburin - tambourine) là loại nhạc cụ màng vì nó có một mặt bịt da; nhưng thành của nó lại có các lục lạc gồm chũm chọe đôi bé, chỉ lắc mà phát ra âm thanh leng keng, hoặc khi vỗ mặt trống thì vẫn kêu, nghĩa là nhạc cụ gõ. Tuy vậy, hệ Sachs-Hornbostel vẫn được chấp nhận phổ biến vì đã mang lại trật tự cho các bộ sưu tập nhạc cụ đồ sộ trong các bảo tàng dân tộc học trên Thế giới, tương tự như hệ thống phân loại sách của thư viện. Bản thân các nhạc sĩ hoặc nghệ sĩ biểu diễn thường chỉ nghĩ về các nhạc cụ theo tính năng, âm sắc của thanh âm và phương pháp chơi. Bởi vậy, đối với họ, thật hợp lý khi nhóm dương cầm, phong cầm, đại phong cầm, clavơxanh, ... thành bộ nhạc cụ bàn phím.